# Ack Herre hör och bistånd gör
Ack Herre hör och bistånd gör är en svensk psalm av Erik Lindschöld som bygger på psaltaren 143.

## Publicerad i
- Den svenska psalmboken 1694 som nummer 120 under rubriken "Konung Davids Psalmer".
- Den svenska psalmboken 1695 som nummer 104 under rubriken "Konung Davids Psalmer".[1]